# Regió de Bromberg
La Regió de Bromberg (en alemany: Regierungsbezirk Bromberg) va ser una regió administrativa (Regierungsbezirk) del Gran Ducat de Posen, de la província de Posen i posteriorment del Reichsgau de Danzig-Prússia Occidental. Va existir des del 1815 fins al 1918 i de 1939 a 1945. La seva capital era la ciutat de Bromberg (Bydgoszcz).

## Història
La província es va crear juntament amb el Gran Ducat de Posen que s'havia format després del Congrés de Viena de 1815. Fins al 1848 va formar part del Gran Ducat i posteriorment de la província de Posen, la seva successora.
Com a conseqüència del Tractat de Versalles, després de la derrota alemanya a la Primera Guerra Mundial, la província va desaparèixer i la major part del territori va ser assignat a la Segona República Polonesa.
Després de l'ocupació de Polònia, la regió de Bromberg va ser restablerta dins del Reichsgau de Danzig-Prússia Occidental, malgrat el territori no era el mateix que la regió original.
La Regió de Bromberg va ser dissolta al 1945 després de la derrota de l'Alemanya nazi a la Segona Guerra Mundial i el territori va passar a formar part de la República Popular de Polònia.

## Divisió administrativa (1815-1918)

Divisió administrativa de Província de Posen (verd: Bromberg, rosa: Posen

| Kreise (districtes rurals) | Kreisfreie Städte (districte urbà) |
| --- | ---------------------------------- |
| 1. Districte de Bromberg 2. Districte de Czarnikau 3. Districte de Filehne 4. Districte de Gnesen 5. Districte de Hohensalza 6. Districte de Kolmar in Posen 7. Districte de Mogilno 8. Districte de Schubin 9. Districte de Strelno 10. Districte de Wirsitz 11. Districte de Witkowo 12. Districte de Wongrowitz 13. Districte de Znin | - Bromberg - Schneidemühl          |

## Divisió administrativa (1939-1945)

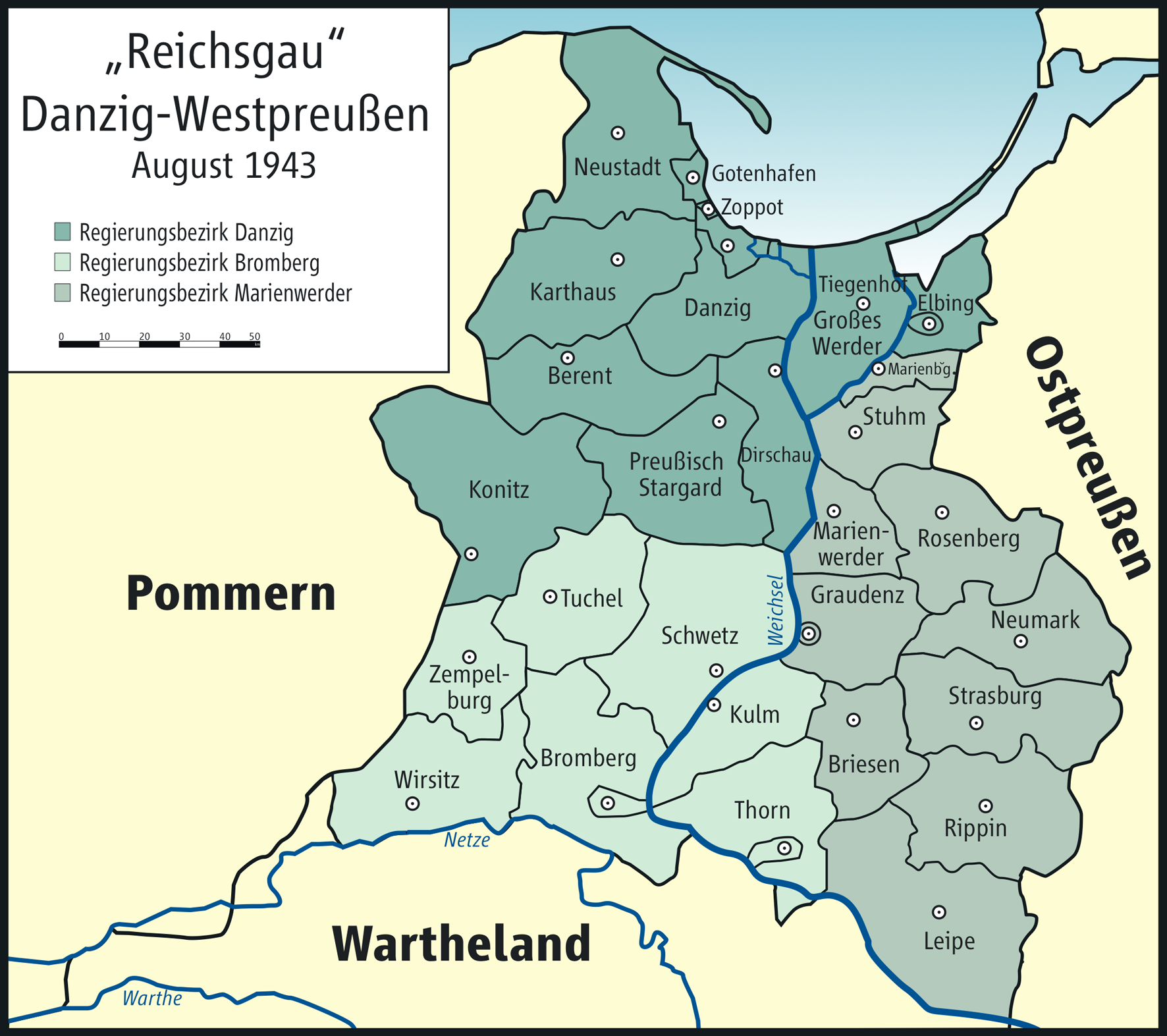
Divisió administrativa de Danzig-Prússia Occidental

| Kreise (districtes rurals) | Kreisfreie Städte (districte urbà) |
| --- | ---------------------------------- |
| 1. Districte de Bromberg 2. Districte de Kulm 3. Districte de Schwetz 4. Districte de Thorn 5. Districte de Tuchel 6. Districte de Wirsitz 7. Districte de Zempelburg | 1. Bromberg 2. Thorn               |